# Oncidium lykaiosii
Oncidium lykaiosii är en orkidéart som beskrevs av Roberto Vásquez och Dodson. Oncidium lykaiosii ingår i släktet Oncidium och familjen orkidéer. Inga underarter finns listade i Catalogue of Life.